# Passaggio in India (film)
Passaggio in India (A Passage to India) è un film del 1984 diretto da David Lean. Il film è basato sull'omonimo dramma teatrale del 1960 di Santha Rama Rau, a sua volta tratto dall'omonimo romanzo di E. M. Forster.

## Trama
Nei primi anni del Novecento, la signora Moore, un'anziana donna inglese, compie un viaggio in India con la giovane Adela Quested, fidanzata del figlio Ronny, magistrato civile nella città indiana di Chandrapore. Durante il viaggio fanno la conoscenza di Turton, massimo rappresentante della corona britannica a Chandrapore. Appena arrivata, la signora Moore conosce in una moschea il dottor Aziz, giovane medico indiano musulmano, già vedovo con due figli, che prova sentimenti di ammirazione e  invidia per gli inglesi.
La signora Moore e miss Quested sono invece desiderose di capire l'India e la sua civiltà, e l'occasione di farlo viene loro offerta dalla conoscenza di Godbole, un professore di filosofia induista, e di Richard Fielding, direttore di un college governativo della città, amico dei due, anticonformista, di idee avanzate e aperto nei confronti della cultura indiana.
Il dottor Aziz, che vuol far conoscere alle due inglesi le bellezze del suo paese, le invita a visitare le grotte di Marabar, la cui particolarità è quella di essere buie e di produrre un'eco impressionante. È lo stesso dottor Aziz, esaltato dalla sua presunta amicizia con gli inglesi, ad impegnare tutte le sue risorse per organizzare la gita.
La signora Moore, affaticata dal lungo cammino e impressionata dall'oscurità e dal rimbombante eco delle grotte, preferisce fermarsi all'aperto e riposarsi, mentre Adela ed Aziz proseguono la visita salendo fino alle grotte più alte con la guida. Mentre il medico si ferma all'esterno a fumare, la giovane inglese si avventura in una grotta; poco dopo Aziz ritorna e si mette a cercare miss Quested. Quando Aziz la chiama dall'ingresso della grotta dove è Adela, quest'ultima non risponde.
Dei sassi rotolano giù dal pendio; Adela, con il vestito in disordine, corre lungo la discesa, ferendosi con le sterpaglie, mentre Aziz esce agitato da una grotta; Adela, giunta alla strada sottostante, viene raccolta dall'auto della signora Callendar, moglie del maggiore medico inglese, che aveva accompagnato Fielding alle grotte.
Aziz, sconcertato dalla fuga di miss Quested, finisce per rientrare in treno a Chandrapore insieme a Fielding, ma giunto alla stazione, viene arrestato, nonostante le proteste di Fielding. Alla stazione c'è anche Turton, che informa Fielding che miss Quested ha accusato Aziz di aver tentato di violentarla nelle grotte. L'arresto di Aziz sotto l'accusa di stupro di una donna inglese si trasforma subito in un caso politico che scatena proteste di massa contro la dominazione inglese e al tempo stesso la reazione difensiva dei residenti inglesi; fa eccezione Fielding che prende le difese di Aziz.
Ancora prima dell'inizio del processo, la signora Moore decide di lasciare l'India e tornare in Inghilterra, dove tuttavia non arriverà mai: muore durante il viaggio in nave. Durante il processo, miss Quested viene presa dai dubbi e finisce per ritirare l'accusa, scagionando Aziz che viene scarcerato e portato in trionfo dai suoi connazionali, che vedono in lui un martire dell'imperialismo inglese. Adela, per lo scandalo sopravvenuto alla sua ritrattazione, viene invece emarginata dagli inglesi: resta solo Fielding a prendersi cura di lei. Aziz, interrotto ogni rapporto con gli inglesi, si trasferisce nella regione del Kashmir; solo alcuni anni dopo viene raggiunto da Fielding che nel frattempo ha sposato Stella Moore, figlia di Mrs Moore, con i quali alla fine il medico si riconcilierà.
Adela, tornata in Inghilterra, legge una lettera di Aziz, in cui il medico la ringrazia per aver ritrattato le accuse contro di lui e avergli così evitato la prigione.

## Riconoscimenti
- 1985 - Premio Oscar
  - Miglior attrice non protagonista a Peggy Ashcroft
  - Miglior colonna sonora a Maurice Jarre
  - Candidatura Miglior film a John Brabourne
  - Candidatura Migliore regia a David Lean
  - Candidatura Miglior attrice protagonista a Judy Davis
  - Candidatura Migliore sceneggiatura non originale a David Lean
  - Candidatura Migliore fotografia a Ernest Day
  - Candidatura Migliore scenografia a John Box e Hugh Scaife
  - Candidatura Migliori costumi a Judy Moorcroft
  - Candidatura Miglior montaggio a David Lean
  - Candidatura Miglior sonoro a Graham V. Hartstone, Nicolas Le Messurier, Michael A. Carter e John W. Mitchell
- 1985 - Golden Globe
  - Miglior film straniero (Regno Unito)
  - Miglior attrice non protagonista a Peggy Ashcroft
  - Miglior colonna sonora a Maurice Jarre
  - Candidatura Migliore regia a David Lean
  - Candidatura Migliore sceneggiatura a David Lean

- 1986 - Premio BAFTA
  - Miglior attrice protagonista a Judy Davis
  - Candidatura Miglior film a John Brabourne, David Lean e Richard B. Goodwin
  - Candidatura Miglior attore protagonista a Victor Banerjee
  - Candidatura Miglior attore non protagonista a James Fox
  - Candidatura Migliore sceneggiatura non originale a David Lean
  - Candidatura Migliore fotografia a Ernest Day
  - Candidatura Migliore scenografia a John Box
  - Candidatura Migliori costumi a Judy Moorcroft
  - Candidatura Miglior colonna sonora a Maurice Jarre
- 1984 - National Board of Review Award
  - Miglior film
  - Migliore regia a David Lean
  - Miglior attore protagonista a Victor Banerjee
  - Miglior attrice protagonista a Peggy Ashcroft
- 1985 - Kansas City Film Critics Circle Award
  - Miglior film
  - Migliore regia a David Lean
  - Miglior attrice non protagonista a Peggy Ashcroft
- 1984 - Los Angeles Film Critics Association Award
  - Miglior attrice non protagonista a Peggy Ashcroft
- 1984 - New York Film Critics Circle Award
  - Miglior film
  - Miglior attore protagonista a Victor Banerjee
  - Miglior attrice protagonista a Peggy Ashcroft